# 久米田看護専門学校
久米田看護専門学校（くめだかんごせんもんがっこう）とは、大阪府岸和田市にある私立専修学校。医療法人利田会が運営する。募集人数は約30人。

## 沿革
- 1988年 - 開校

## 所在地
- 〒596-0816 大阪府岸和田市尾生町2955